# Plava djetelina
Plava djetelina (sjetvena vija, velika djetelina, bosanska djetelina, lucerna, vija, lat. Medicago sativa), jedna od osamdesetak vrsta lucerni, roda iz porodice mahunarki.

## Opčenito
To je zeljasta medonosna biljka uspravne, razgranate stabljike, danas raširena po cijelom svijetu. Uzgajala se još 700. godina prije Krista, a uzgaja se i danas kao krmna biljka. 
Korijen je dobro razvijen i dubok, često oko pet metara, a postoje podaci o dužini od 15 metara. Listovi su naizmjenični, cvjetovi dvospolni, a plod spiralno savijrena mahuna. Jestivi su mladi listovi i vrhovi stabljika.
Prema starim Grcima i Rimljanima podrijetlom je iz Mezopotamije.

## Opis
Lucerna ili sjetvena vija (Medicago sativa) višegodišnja je djetelina, mahunarka iz porodice Fabaceae, naširoko se uzgaja primarno za sijeno, ispašu i silažu. Lucerna je poznata po svojoj toleranciji na sušu, vrućinu i hladnoću te po izvanrednoj produktivnosti i kvaliteti svoje biljke. Biljka je također cijenjena u poboljšanju tla te se uzgaja kao pokrovni usjev i kao zelena gnojidba.
Naraste 30-90 cm (1-3 stope) u visinu, nastaje iz razgranate krošnje koja je djelomično ugrađena u površinski sloj tla. Kako se biljka razvija, brojne stabljike koje nose trolisne listove (složeni listovi s tri liske) izrastaju iz krunskih pupova. Racem malih cvjetova nastaju iz gornjih pazušnih pupova stabljike. U sunčanim predjelima s umjerenom vrućinom, suhim vremenom i kukcima oprašivačima, ovo cvijeće može u izobilju proizvesti mahunarke u obliku vadičepa koje sadrže dvije do osam ili više sjemenki. Slično kao i mnogi drugi članovi Fabaceae, biljke lucerne sadrže simbiotske bakterije tla (rhizobia) u svojim korijenskim nodulima kako bi "fiksirale" dušik iz zraka u tlo, čineći ga tako dostupnim drugim biljkama. Kada se uzgaja kao pokrovni usjev ili kao dio plodoreda, lucerna poboljšava razinu hranjivih tvari u tlu i smanjuje potrebu za sintetičkim gnojivima.
Primarni korijen lucerne može doseći velike dubine, što je prilagodba za otpornost na sušu. U poroznom podzemlju zabilježeni su glavni korijeni dugi čak 15 metara (50 stopa) kod biljaka starijih od 20 godina. Korijenje sadnica također brzo raste, dosežući dubinu tla od 90 cm (3 stope) nakon dva mjeseca i 180 cm (6 stopa) nakon pet mjeseci. Novoosnovana polja lucerne često prežive jaku ljetnu sušu i vrućinu kada druge mahunarke s plićim i razgranatim korijenjem podlegnu. Ovi dugi glavni korijeni također poboljšavaju kvalitetu tla smanjujući zbijenost tla.
Lucerna ima izvanrednu sposobnost brze regeneracije novih stabljika i lišća nakon rezanja. Čak 13 usjeva sijena može se požnjeti u jednoj vegetacijskoj sezoni zbog ovog obilnog ponovnog rasta. Učestalost berbe i ukupni sezonski prinosi uvelike ovise o duljini vegetacije, prilagodljivosti tla, obilju sunca, a posebno o količini i rasporedu padalina ili navodnjavanja tijekom vegetacije. Zeleno lisnato sijeno lucerne je vrlo hranjivo i ukusno za stoku, sadrži oko 16 posto proteina i 8 posto mineralnih sastojaka. Također je bogat vitaminima A, E, D i K.
Kao i svi usjevi, lucerna je izložena opasnostima klime, bolesti i insekata. Među ozbiljnijim od njih su zimsko stradanje, bakterijska bolest venuća, lucernin žižak, stjenice, skakavci, pjegave lisne uši i skakavci. U vlažnim područjima i na navodnjavanim područjima, sastojine lucerne stare tri ili više godina često su se jako prorijedile zbog infestacije bakterijskim organizmom venuća koji se prenosi iz tla, Phytomonas insidiosum.
- lucerna u polju
- M. sativa
- M. sativa
- M. sativa, plod
- M. sativa, cvjetovi